# BIL遠東控股
BIL遠東控股有限公司，除牌當時為0170.HK，曾是香港交易所上市。當時主要業務經營財務及資產管理等業務，而在以上海船塢有限公司立，是在1936年開始，當時經營貨倉產業業務。在1976年，開始更名為工業投資（太平洋）有限公司，到了1991年，被曾在倫敦及新西蘭上市BIL International Limited（現時為國浩休閒有限公司，同時是香港上市公司國浩集團聯營機構） 進行收購通過開始退出香港股市。

## 外部連結
- webb-site.com資料（页面存档备份，存于）
- 國浩休閒有限公司（页面存档备份，存于）